# Henrique Capriles
Henrique Capriles Radonski, né le 11 juillet 1972 à Caracas, est un avocat et un homme politique vénézuélien.
Entre 1998 et 2000, il est élu député, puis président de la Chambre de députés. Il est ensuite maire de la municipalité de Baruta à deux reprises (2000-2008) et gouverneur de l'État de Miranda de 2008 à 2017.
Il est candidat de l'opposition à l'élection présidentielle de 2012, lors de laquelle il recueille 44,3 % des voix face à Hugo Chávez. À nouveau candidat six mois plus tard après la mort de celui-ci, il manque de peu de l'emporter face à Nicolás Maduro, obtenant 49,1 % des voix.

## Biographie

### Origines
Issu d'une des familles les plus riches du pays et petit-fils de déportés polonais morts dans le camp d'extermination de Treblinka, il est le fils de l'entrepreneur Henrique Capriles García et de Mónica Cristina Radonski Bochenek. Sa famille possède les quotidiens Últimas Noticias, le plus diffusé au niveau national, et El Mundo, des radios, une chaîne de télévision et le Cinex, la seconde chaîne de cinéma du pays,.

### Carrière professionnelle
Après avoir été scolarisé dans une école privée de Caracas, il fait des études de droit à l'université catholique Andrés-Bello. Il devient ensuite avocat.

### Parcours politique

#### Débuts
Durant son adolescence, il aurait milité avec l'organisation de tendance catholique réactionnaire Tradition, famille et propriété.
Élu député en 1998, Henrique Capriles exerce les fonctions de président de la Chambre des députés (il est alors le plus jeune de l'histoire du pays à exercer cette fonction) et de vice-président du Congrès de la République entre 1999 et 2000.
Il est ensuite, de 2000 à 2008, maire de la municipalité de Baruta. De 2008 à 2017, il exerce la fonction de gouverneur de l'État de Miranda et se fait notamment remarquer à ce poste en distribuant gratuitement des sacs de nourriture aux pauvres dans le cadre du plan « Zéro faim ».
En 2002, il est accusé de participer à la prise d'assaut de l'ambassade de Cuba, où se sont réfugiés les membres du gouvernement lors du coup d'État mené contre Hugo Chávez, alors qu'il est maire du quartier où se déroulent les évènements. Incarcéré puis finalement acquitté, il nie avoir été impliqué dans des actes violents.
Il est d'abord membre du Comité d'organisation politique électorale indépendante (COPEI), un parti de centre-droit. Il participe ensuite à la fondation du parti centriste Justice d'abord (Primero Justicia), dont il est depuis le dirigeant.

#### Élection présidentielle de 2012
Le 12 février 2012, lors d'une élection primaire ouverte à tous les citoyens, il est désigné par 64,2 % des voix comme candidat de la Coalition pour l'Unité démocratique pour l'élection présidentielle de 2012,. La coalition regroupe un ensemble de partis allant de la droite à la gauche et souhaitant une candidature d'union face au président sortant, Hugo Chávez.
Se définissant lui-même comme étant de centre-gauche avec pour modèle le programme de développement brésilien mené par Lula, Henrique Capriles promet l'ouverture de l'économie, l'arrêt de l'offre de pétrole du Venezuela à des pays comme Cuba ou le Nicaragua, le renforcement des « missions » (les programmes sociaux subventionnés par l'entreprise pétrolière nationale PDVSA depuis 2003), le relèvement de 25 % du salaire minimum et la réduction du mandat présidentiel à quatre années avec une seule réélection possible,. Chávez et ses soutiens l'accusent d'avoir un tout autre programme que celui qu'il affiche. Une partie de la presse vénézuélienne divulgue sur la fin de la campagne ce qu'elle affirme être un document interne à la Coalition pour l'Unité démocratique dans lequel il serait projeté de réduire les subventions alimentaires et de cibler les supermarchés étatisés qui alimentent les plus pauvres. Le scandale cause la défection de trois partis de la coalition, alors que Capriles affirme que le document est un faux émanant du gouvernement.
Le 7 octobre 2012, il perd l'élection présidentielle avec 44,3 % des suffrages exprimés, contre Hugo Chávez, qui obtient 55,1 % des suffrages. Il réalise ainsi le meilleur score pour un candidat de l'opposition face à Chávez depuis la première élection de celui-ci, en 1998. Quelques semaines plus tard, Capriles est réélu au poste de gouverneur de l’État de Miranda.

#### Élection présidentielle de 2013
Henrique Capriles dénonce à plusieurs reprises le manque d'informations sur le réel état de santé d'Hugo Chávez, qui retourne se faire soigner à Cuba quelque temps après sa réélection à la présidence, avant de revenir mourir à Caracas le 5 mars 2013. Cinq jours après l'annonce de sa mort, Henrique Capriles déclare sa candidature à l'élection présidentielle anticipée du 14 avril.
Pendant la campagne, très courte, il dénonce la différence de traitement médiatique entre lui et son adversaire, le président par intérim, Nicolás Maduro. À l'issue du scrutin, alors que la plupart des sondages accordaient une avance de 10 à 20 points à Maduro, il obtient 49,12 % des voix. Capriles refuse de reconnaître ces résultats, dénonçant des milliers d'irrégularités ayant entaché le scrutin, et met en cause l'impartialité du Conseil national électoral, dont quatre membres sur cinq se déclarent chavistes. Deux jours après le vote, des manifestations ont lieu et des affrontements provoquent la mort d'au moins sept personnes.

#### Opposition à Maduro et inéligibilité

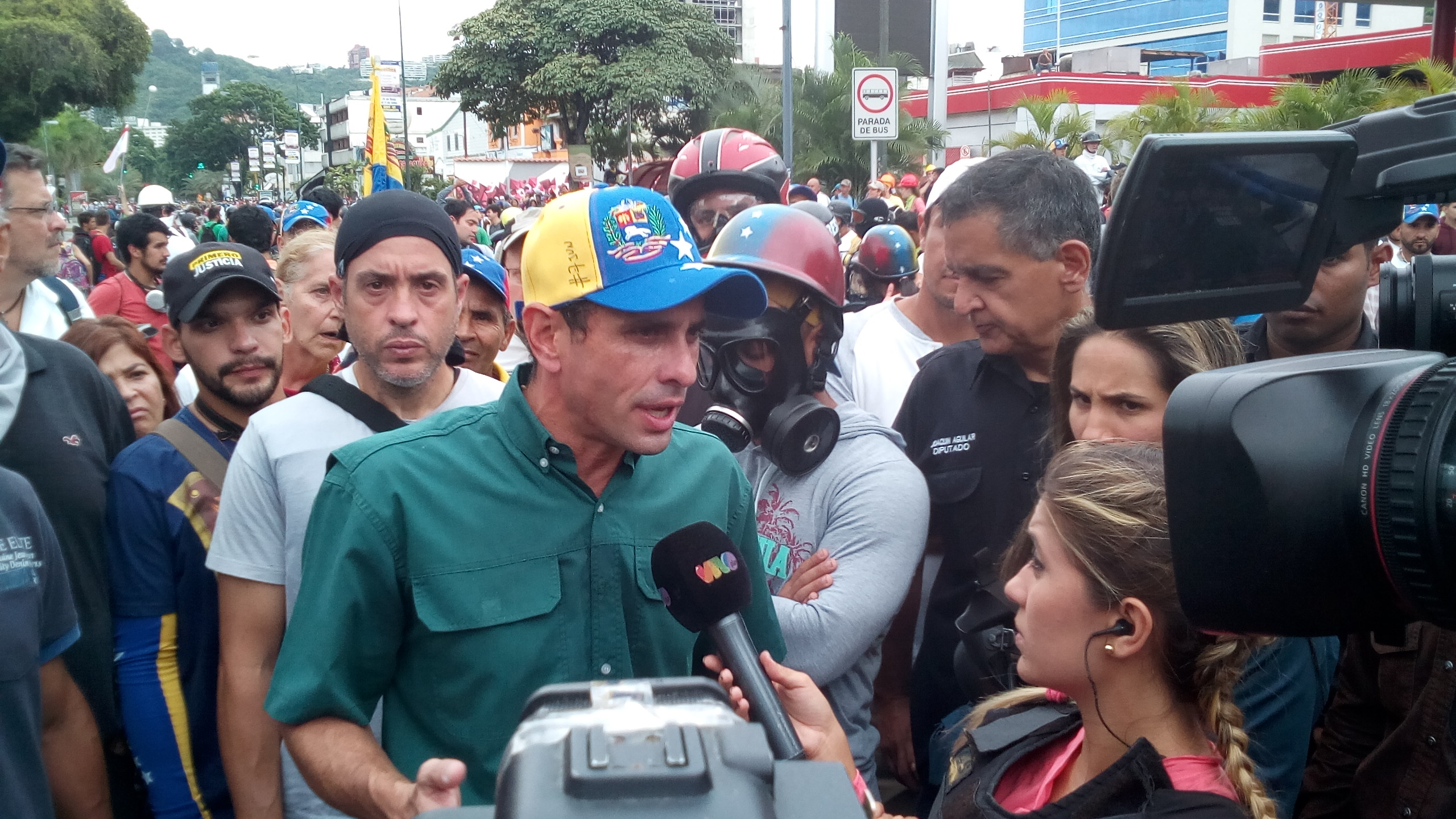
Henrique Capriles lors des manifestations contre le président Maduro, en 2017.

Considéré comme le chef de l'opposition au président Maduro, il est le principal meneur des manifestations de 2014 à 2017. Ces manifestations font des dizaines de morts et Henrique Capriles est lui-même blessé. Il dénonce un « coup d'État » lorsque Maduro fait élire une assemblée constituante pour contourner l'Assemblée nationale, contrôlée par l’opposition.
Le 7 avril 2017, le Tribunal suprême de justice (proche du pouvoir) déclare Henrique Capriles coupable d'« irrégularités administratives » durant sa gestion de l'État de Miranda entre 2011 et 2013. Il s'agit du volet vénézuélien de l'affaire Odebrecht de l'opération Lava Jato, une enquête internationale de police sur des faits de corruption dans plusieurs pays, dont l'entreprise emblématique est Petrobras, enquête qui concerne aussi le président Maduro. Henrique Capriles est condamné à quinze ans d'inéligibilité. Cette décision suscite l'indignation des réseaux sociaux et de personnalités politiques vénézueliennes et étrangères, qui dénoncent une dérive dictatoriale. Henrique Capriles est aussi accusé d'avoir touché trois millions de dollars d'Odebrecht, ce qu'il nie.
À l'issue des élections régionales de 2017, Héctor Rodríguez Castro (PSUV) lui succède comme gouverneur de l'État de Miranda.

#### Élections législatives de 2025
En mai 2025, il est élu député lors des élections législatives vénézuéliennes de 2025.